# Aethelric af Deira
Aethelric (død ca. 604) var konge af Deira ca. 589 til ca. 604. Han var søn af Aella af Deira og bror til Edwin af Northumbria. 
Deira blev invaderet af Aethelfrith af Bernicia ca. år 604. Aethelric led nederlag, og blev antagelig dræbt, enten i kamp eller ved henrettelse senere. Aethelfrith herskede derefter over Deira og Bernicia sammen, under navnet Northumbria. 
Broren Edwin blev konge i Northumbria efter at Aethelfrith var faldet i slaget ved Idle ca. 616. 